# 康寶 (變形金剛)
柯博文 （又譯柯博文），是變形金剛系列作品中的專有名詞。主要使用於日本版的世界觀之中，其定義隨著設定而異。台灣東森電視台版本將其譯為「康柏」。
日本百變金剛漫畫版是將「柯博文」定義為「強大獸」的各級部隊長官，每一名柯博文皆有佩帶能源矩陣。「銀河之力」則是將「柯博文」定義為移民至各個星球之變形金剛的領導者。

## 和「至尊(Prime)」的關係
在1984年版的G1動畫播出時，美國版將柯博文取名為「Optimus Prime」，日本版則將其稱為「コンボイ」，兩者的中文譯名皆對應到「柯博文」。但是在1986年的大電影《變形金剛大電影》中，出現了一段劇情是柯博文將博派領袖的位置以及領袖的象徵「領袖矩陣」（Matrix Of The Leadership）傳承給了羅德，使其成為羅迪至尊，在美版電影中，羅迪至尊的原文是「Rodimus Prime」，表示「Prime」這個詞綴代表領袖的頭銜，中文通常譯為「至尊」，而1988年日本播放大電影時則將其譯為「ロディマスコンボイ」，也就是直接在「羅德」的後面再加上了「コンボイ」的詞綴，表示「コンボイ」這個詞綴理應是對應到英文的「Prime」的。這樣翻譯的情況下，就導致在日本版，「柯博文」的名字只有「詞綴」而沒有他自己的名號。以表格整理如下所列：
| 中文     | 英文          | 日文               | 日文音譯       | 敘述     |
| -------- | ------------- | ------------------ | -------------- | -------- |
| 柯博文   | Optimus Prime | コンボイ           | Convoy         | 角色名稱 |
| 至尊     | Prime         | コンボイ           | Convoy         | 頭銜     |
| 羅德     | Hot Rod       | ホットロッド       | Hot Rodimus    | 角色名稱 |
| 羅迪至尊 | Rodimus Prime | ロディマスコンボイ | Rodimus Convoy | 角色名稱 |

## 歷代的柯博文

### 日版Generation 1世界觀
包含《百變金剛》和《超級百變金剛》系列作品，因為美版的《百變金剛：重機械系列》在日版並未播出固不計入。
- 柯博文 (Convoy)

通常譯名為柯博文。
之後在雜誌故事《變形金剛：柯博文的復活》中進化成為星辰柯博文（Star Convoy）與戰鬥柯博文（Battle Convoy）。
- 洛迪文瑪斯柯博文(Rodimus Convoy)

台灣譯為，大陸譯為補天士，香港譯為洛迪文。
- 金剛王（Beast Convoy）

一般譯名為金剛王。
之後進化成金屬金剛王（Metals Convoy）與強化金剛王（Metals Powered Convoy）。在Robot Master產品線中，為了與G1柯博文有區分，而稱為野獸金剛王（Beast Convoy）。
- 萊歐柯博文 （Lio Convoy）

登場於《超級百變金剛》的蓋亞駐軍總司令官，由鄉田穗積擔任配音，變形成一隻白色毛皮、金色棕毛的獅子。
- 猛瑪象柯博文（Big Convoy）

登場於《新百變金剛》（Beast Wars Neo）的教官。由井上純一擔任配音。
- 漆黑猛瑪象柯博文 （Black Big Convoy）
- 火焰柯博文 （Fire Convoy）

登場於《變形金剛：Car Robot》的次元巡邏隊隊長。由橋本哲擔任配音。可以與超神馬格斯（God Magnus）合體成超神火焰柯博文（God Fire Convoy）。
原本《變形金剛：Car Robot》並不被視為G1世界觀底下的作品，但是近年來在日版體系下被納入G1世界觀體系中，在美版仍被視為不同世界觀。
- 葛雷特柯博文 （Great Convoy）

登場於《新百變金剛》，賽博坦的統治者。
- 烏鴉柯博文 （Crow Convoy）

登場於《新百變金剛》漫畫中，強大金剛第七隊艦隊指揮官。
- 漆黑柯博文 （Black Convoy）
- 反轉柯博文 （Reverse Convoy）

#### 普萊瑪斯先鋒團（プライマスヴァンガード）／七色光的戰士（七つの光の戦士達）
在《世代精選系列特刊》中登場，為普萊瑪斯本人指派的七個不同版本的柯博文，各自率領一種顏色的軍團，並且持有一樣以矩陣為核心動力的武器。
- 藍色的偉大柯博文（ブルービッグコンボイ）

率領藍色軍團，持有α矩陣。原型來自1999年推出的藍色塗裝版畢格柯博文，變形成一隻藍色大象。
- 白色的勇敢柯博文（ホワイト勇敢なるコンボイ）

率領白色軍團，持有矩陣軍刀。原型是2015年《變形金剛：合體戰爭》推出的戰鬥核心柯博文（Battle Core Optimus Prime）。
- 綠色的慈愛柯博文（グリーン慈愛なるコンボイ）

率領綠色軍團，攜帶能夠賦予生命的綠色矩陣。原型來自《變形金剛：領袖之證─狩魔之戰》的火力強化戰將柯博文玩具。
- 紅色的御天至尊（(レッド最強なる元帥）

率領紅色軍團，御天至尊，而非任何作品中的柯博文，死亡後再次進化為灼熱的最強元帥（灼熱の赤き最強なる元帥）。原型來自《變形金剛：泰坦回歸》系列中的御天至尊玩具，該玩具為配合產線主題而將御天至尊描繪為頭領戰士，在本作中御天至尊也以頭領戰士的能力復活一次作為致敬。
- 黃色的華麗柯博文（イエロー華麗なる司令官）

率領黃色軍團，唯一的女性成員，配備有可以擋下大多數攻擊的矩陣護手。原型是2003年推出的《變形金剛：宇宙》系列中，將《變形金剛：Car Robot》的火焰柯博文重塗為黃色版的玩具。
- 黑色的睿智元帥（ブラック聡明なるゴウ元帥）

率領黑色軍團，持有可以操控時空的黑色矩陣，其造型像是一個圓盤而不向其他矩陣附有把手。原型來自《變形金剛：Go》系列的行動至尊（Go Prime）玩具，該玩具本身是把《變形金剛：領袖之證》系列的雷獅（Thundertron）重塗為黑色版本。
- 紫色的邪惡柯博文（パープル邪悪なる司令官）

率領紫色軍團，代表渾沌力量，一度為了大局而假裝和和終極密卡登共謀。原型是2020年以《變形金剛：地球崛起》的無敵戰將及柯博文重塗推出的鏡像柯博文。

### 微型三部曲/邪神三部曲
| 播映年分 | 日文原標題 | 中文標題 | 美國標題 | 柯博文美版名稱 | 柯博文日版名稱 |
| -------- | --- | --- | --- | --- | --- |
| 2002     | 超ロボット生命體トランスフォーマー マイクロン伝説                                                                                          | 變形金剛：微型傳說／變形金剛：雷霆艦隊／變形金剛：艦隊系列                                                                                 | Transformers: Armanda | Optimus Prime | コンボイ ，Convoy |
| 2004     | トランスフォーマー スーパーリンク | 變形金剛：超能連結／變形金剛：超能量爭霸戰                                                                                                 | Transformers：Energon | Optimus Prime | グランドコンボイ，Grand Convoy |
| 2005     | トランスフォーマー ギャラクシーフォース | 變形金剛：銀河之力／變形金剛：數碼爭霸戰／變形金剛：賽博坦之謎                                                                             | Transformers: Cybertron | Optimus Prime | ギャラクシーコンボイ，Galaxy Convoy |
| 註記     | 邪神三部曲是美版的設定，在日版中只有《微型傳說》和《超能連結》是有關連的故事，《銀河之力》是完全獨立製作的新篇章、與前兩作在劇情上和無關。 | 邪神三部曲是美版的設定，在日版中只有《微型傳說》和《超能連結》是有關連的故事，《銀河之力》是完全獨立製作的新篇章、與前兩作在劇情上和無關。 | 邪神三部曲是美版的設定，在日版中只有《微型傳說》和《超能連結》是有關連的故事，《銀河之力》是完全獨立製作的新篇章、與前兩作在劇情上和無關。 | 邪神三部曲是美版的設定，在日版中只有《微型傳說》和《超能連結》是有關連的故事，《銀河之力》是完全獨立製作的新篇章、與前兩作在劇情上和無關。 | 邪神三部曲是美版的設定，在日版中只有《微型傳說》和《超能連結》是有關連的故事，《銀河之力》是完全獨立製作的新篇章、與前兩作在劇情上和無關。 |

#### 《變形金剛：微型傳說》
- 柯博文 （Convoy）

一般譯名為柯博文。
- 天火柯博文 （Jet Convoy）

與天火（Jetfire）合體而成。
- 馬格斯柯博文 （Magna Convoy）

與馬格斯（Ultra Magnus）合體而成。
- 馬格斯天火柯博文 （Magna Jet Convoy）

與天火和馬格斯合體而成。

#### 《變形金剛：超能連結》
- 巨神柯博文 （Grand Convoy）

嚴格來說和《微型傳說》的柯博文是同一人，但是體型有所變化。
- 飛翼柯博文 （Wing Convoy）

與飛翼劍（Wing Saber）合體而成。
- 大力柯博文 （Omega Convoy）

與奧米茄（Omega Supreme）合體而成。
- 洛迪文至尊 （Rodimus Convoy）

在本作中並非柯博文的後繼者，而是另一派系的變形金剛領袖。

#### 《變形金剛：銀河之力》
- 銀河柯博文 （Galaxy Convoy）

一般譯名為。
- 獅虎柯博文 （Liger Convoy）

一般譯名為柯博文。
與博派同伴獅虎傑克（Liger Jack）所變形而成的強化手腕作連結。
- 音速柯博文 （Sonic Convoy）

一般譯名為音速柯博文。
與博派同伴音速轟炸機（Sonic Bomber）進行合體。
- 躍動柯博文 （Live Convoy）

一般譯名為萊普柯博文，東森版譯為萊普康柏。
地球派系變形金剛移民的領袖，變形為直升機。
- 極速柯博文 （Nitro Convoy）

一般譯名為尼多羅柯博文。
急速星的變形金剛移民領袖，變形成賽車。
- 火龍柯博文 （Flame Convoy）

一般譯名為普雷姆柯博文，東森版譯為佛雷康柏。
變形成火龍。
- 巨王柯博文 （Megalo Convoy）

一般譯名為梅卡羅柯博文，東森版譯為梅卡康柏，在美版則被翻譯為大都會（Metroplex）。
梅卡羅行星的變形金剛移民領袖。
變形為巨型挖掘機。
至尊
- 別克普萊姆（ベクタープライム／Vector Prime）

東森版翻譯為別克普萊姆。
穿越時空的時空，變形成一架古老的外星太空船。
值得一提的是，在銀河之力系列中，除了前述的「柯博文」（コンボイ／Convoy），也出現了這麼一個「至尊」（プライム／Prime），這可能表示在這個世界觀下這兩種稱號確實是有所區別的。

## 註記
- 柯博文（Convoy）這個名字當初是源自於戴亞克隆的Battle Convoy，也就是柯博文的玩具前身產品之名稱。當初TAKARA因為擔心「Optimus Prime」對日本的小朋友來說過於複雜且難記住，因此就從「Battle Convoy」的名字取了「Convoy」作為柯博文的日本名稱。[1]
- 是源自於港譯「柯博文」，其翻譯源自於「Optimus Prime」的縮寫「Op‧Prime（粵語柯博文的讀音與其相近）」。一般常有人誤解「柯博文」是「Convoy」的音譯
- 在IDW出版社2005~2019年版的漫畫中，在《太空騎士 V.S. 變形金剛：閃亮戰甲》(ROM versus Transformers: Shining Armor)的刊物中，作者約翰‧巴柏(John Barber)和克里斯托斯‧蓋吉(Christis Gage)創作了一個名為「Convoy」的角色以致敬「康寶」的概念。他是馬格斯裝甲（此版本的馬格斯是不同人穿上裝甲所擔任的）的其中一任穿戴者，也是一個負重者（指天生火種就可以承受更大身軀的特殊賽柏坦人），在米尼莫斯‧安柏斯（Minimus Ambus）退休後，繼任穿上這套裝甲，但是在和大黃蜂前往耀星指揮部處理擬態幽鬼的問題時不幸身亡，因此米尼莫斯被緊急召回、再次穿戴上馬格斯盔甲[2]。有趣的是，初版玩具的馬格斯實際上也是由「柯博文（Convoy）」的玩具套上馬格斯的裝甲形成的。

## 來源
1. ↑  フィギュア王 No. 114, World Photo Press, 2007 July, ISBN 4-84-652670-4
2. ↑  Barber, John; Gage, Christis.  5. 聖地牙哥: IDW. 2017: 13 （英文）.